# Whatcheeriidae
I whatcheeriidi (Whatcheeriidae) sono un gruppo di stegocefali estinti, vissuti nel Carbonifero inferiore (circa 348 - 330 milioni di anni fa), i cui resti sono stati ritrovati in Nordamerica, Europa e (forse) in Australia. Sono probabilmente i primi tetrapodi terrestri conosciuti.

## Descrizione
Lunghi circa un metro / un metro e venti, questi animali possedevano un corpo moderatamente allungato e tozzi arti adatti comunque a una locomozione terrestre. Il cranio dei whatcheeriidi era insolitamente alto, molto diverso da quello dei tetrapodi più antichi (Devoniano) come Acanthostega e Ichthyostega; l'orbita era più profonda che ampia. Queste caratteristiche craniche potrebbero indicare che i whatcheeriidi respiravano inalando aria grazie a un'azione muscolare come i tetrapodi moderni, piuttosto che tramite il pompaggio di aria nei polmoni con un risucchio della gola come fanno invece molti anfibi odierni. I denti sulla mascella erano massicci, e l'ornamentazione cranica era lieve o assente.

## Classificazione
I whatcheeriidi sono un piccolo gruppo di tetrapodi arcaici, non ascrivibili propriamente agli anfibi in senso cladistico, ma decisamente più derivati rispetto agli arcaici tetrapodi del Devoniano come Ichthyostega e Acanthostega. I whatcheeriidi mostrano caratteristiche derivate nel cranio e negli arti, e potrebbero rappresentare i primi tetrapodi di tipo moderno, abituati a vivere (anche) sulla terraferma.
La famiglia comprende i generi Whatcheeria, Pederpes e (forse) i meno noti Ossinodus e Occidens. Tutti questi animali provengono da un intervallo geologico noto come "Romer's Gap", in cui i fossili di tetrapodi sono scarsissimi. Altri fossili forse attribuibili ai whatcheeriidi sono ancora più antichi, e provengono dal Devoniano superiore della Pennsylvania. Se così fosse, ciò indicherebbe che tetrapodi evoluti erano già apparsi nel Devoniano superiore e vivevano accanto a tetrapodi più arcaici come Hynerpeton e Densignathus.